# Jacques Sautereau
Jacques Sautereau (desc. - 23 de novembro de 1936) foi um atleta francês que competiu em provas de croquet pela nação.
Sautereau é o detentor de uma medalha olímpica, conquistada na edição francesa, os Jogos de Paris, em 1900. Nesta ocasião, foi superado pelos compatriotas Ch. Waydelich e Vignerot, medalhistas de ouro e prata respectivamente. Essa foi a primeira e última edição do esporte em Olimpíadas.